# Adiemus II: Cantata Mundi
| Recensione | Giudizio |
| ---------- | -------- |
| AllMusic   | [ 1 ]    |

Adiemus II: Cantata Mundi è il secondo album del compositore gallese Karl Jenkins, pubblicato nel 1997 dalla Sony Records. L'album fa parte del progetto Adiemus, volto a proporre musica moderna utilizzando strumenti della musica classica.

## Tracce
1. Cantus - Song of Tears – 9:01
2. Chorale I (Za Ma Ba) – 1:50
3. Cantus - Song of the Spirit – 6:09
4. Chorale II (Roosh Ka Ma) – 1:50
5. Cantus - Song of the Trinity – 6:11
6. Chorale III (Vocalise) – 2:20
7. Cantus - Song of the Odyssey – 7:25
8. Chorale IV (Alame Oo Ya) – 2:59
9. Cantus - Song of the Plains – 11:26
10. Chorale V (Arama Ivi) – 1:21
11. Cantus - Song of Invocation – 8:45
12. Chorale VI (Sol-Fa) + Cantus - Song of Aeolus – 5:46
13. Chorale VII (A Ma Ka Ma) – 1:18
14. Cantilena (bonus track) – 5:21
15. Elegia (bonus track) – 4:06

## Musicisti
- London Philharmonic Orchestra
- Karl Jenkins - direttore d'orchestra
- Miriam Stockley - voce
- Mary Carewe - coro
- Pamela Thorby - flauto dolce, gemshorn
- Christopher Warren-Green - violino
- Jody Barratt-Jenkins - percussioni